# Diffusore tessile
I diffusori tessili sono strutture sospese che facilitano l'aerazione sia dei locali pubblici che di quelli privati, principalmente di ambito aziendale. Questi diffusori sono realizzati in tessuto e attraverso di essi passa l'aria che viene distribuita in modo uniforme, producendo in questo modo una ventilazione controllata che aumenta il comfort ambientale.

## Caratteristiche
I diffusori in tessuto sono confezionati con tessuto di fibra sintetica che impedisce la proliferazione di qualunque microorganismo e garantisce in questo modo un'altissima igienicità, e per questo sono particolarmente adatti all'impiego sia nel settore alimentare sia nel civile.
Nelle sale lavorazione alimenti, come pure nelle celle di conservazione, surgelazione o stagionatura, i canali diffusori tessili sono una soluzione semplice e ideale per ogni tipologia impiantistica.
I diffusori tessili possono essere confezionati in tessuto permeabile o impermeabile (la permeabilità, in questo caso è data dalla foratura calcolata con appositi software).
In ambienti invece frequentati dal pubblico quali supermercati, cinema, piscine, showroom, sale congressi o centri commerciali, sono particolarmente apprezzati per riuscire a coniugare: l'efficacia di un prodotto innovativo con qualità estetiche di carattere.

## Versioni dei diffusori
Esistono due tipi di diffusori:
- A sezione circolare
- A sezione semicircolare.

Entrambi sono di facile installazione e lavaggio.